# Vườn quốc gia Walpole-Nornalup
Vườn quốc gia Walpole-Nornalup là một vườn quốc gia ở Tây Úc, Úc, cự ly 355 km về phía nam Perth. Vườn quốc gia này nổi tiếng với các cây Karri và Tingle. Cây Eucalyptus jacksonii là loài duy nhất ở vùng Walpole.